# Friedrich-August-Wand
Die Friedrich-August-Wand, einst Hinterer Klexenkopf genannt, (3211 m ü. A.) ist ein Berggipfel im Hohen Gletscherdach der Venedigergruppe im Norden Osttirols (Gemeinde Matrei in Osttirol).
Die Friedrich-August-Wand ist ein unbedeutender Nebengipfel der Kristallwand. Er liegt nördlich des Frosnitztörls und erhebt sich nur wenig aus dem Zusammenlauf des Äußeren Mullwitzkees im Westen und dem Frosnitzkees im Osten. Nördlich liegt der ebenfalls unbedeutende Stein am Ferner. Die Friedrich-August-Wand kann von der Badener Hütte über das Frosnitzkees bzw. aus dem Frosnitztörl (Gratüberschreitung, UIAA I) oder dem Defreggerhaus über das Mullwitzkees begangen werden. Zudem bietet sich auch ein Abstieg vom Stein am Ferner an.